# Ken Swift
 (février 2022).
Ken Swift est un danseur de break dance (b-boy) new-yorkais membre du légendaire Rock Steady Crew. Il est surnommé the man with a million moves (l'homme au million de figures) en raison de sa créativité. En fait c'est SPY qui est appelé the man with a million moves (l'homme au un million de figures) d'après le film The Freshest Kids.